# Austrogomphus guerini
Austrogomphus guerini là loài chuồn chuồn trong họ Gomphidae. Loài này được Rambur mô tả khoa học đầu tiên năm 1842.

## Hình ảnh

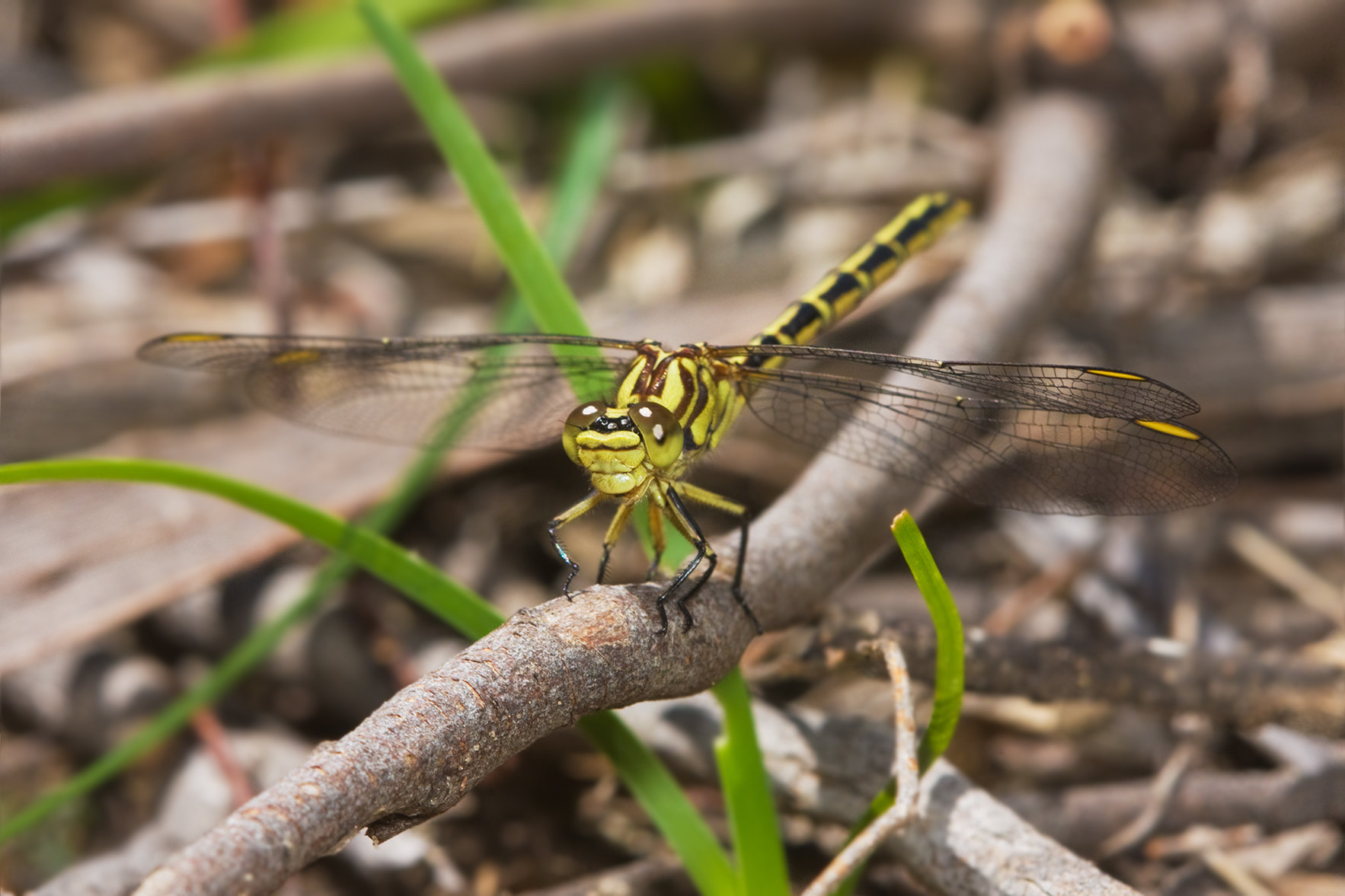
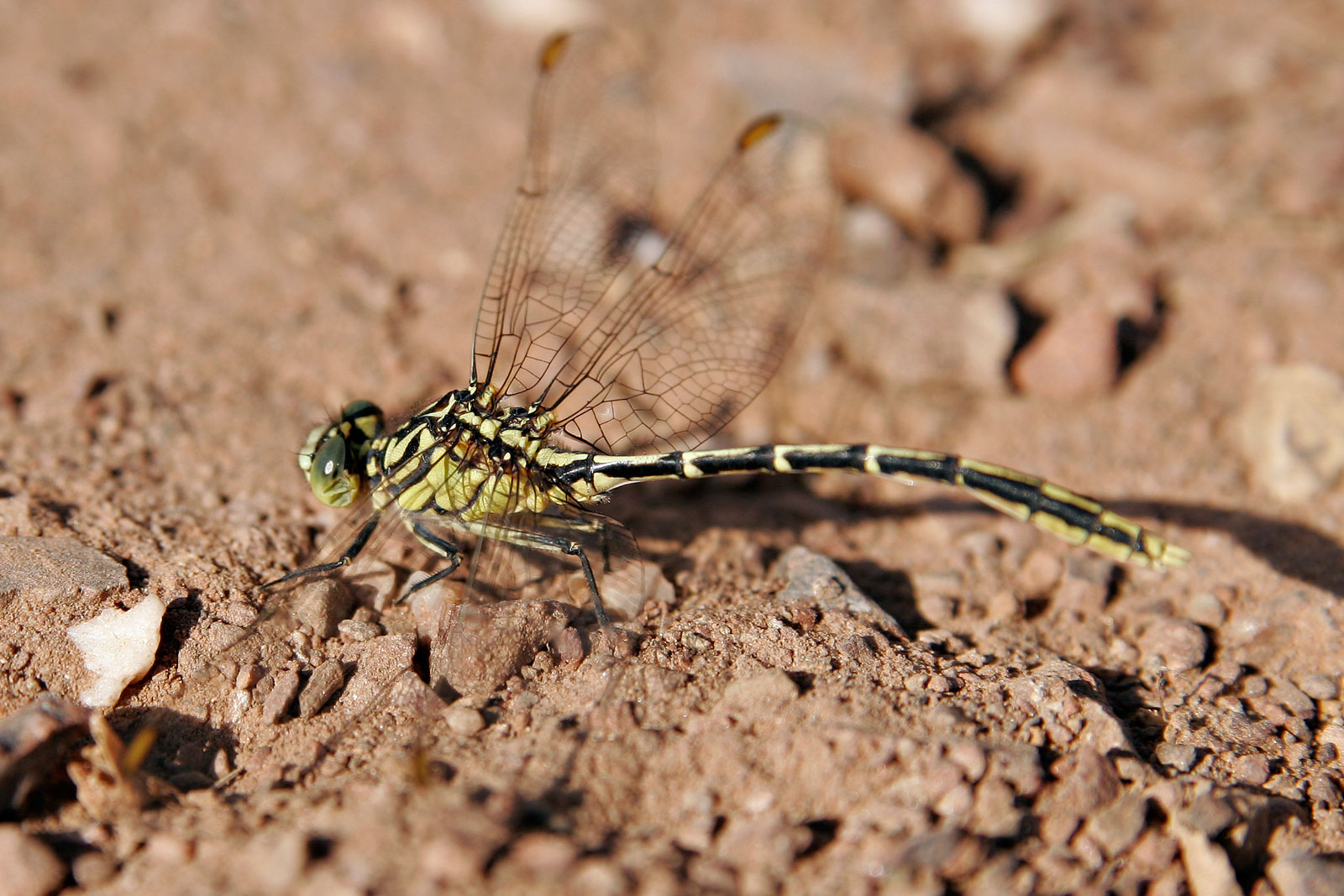
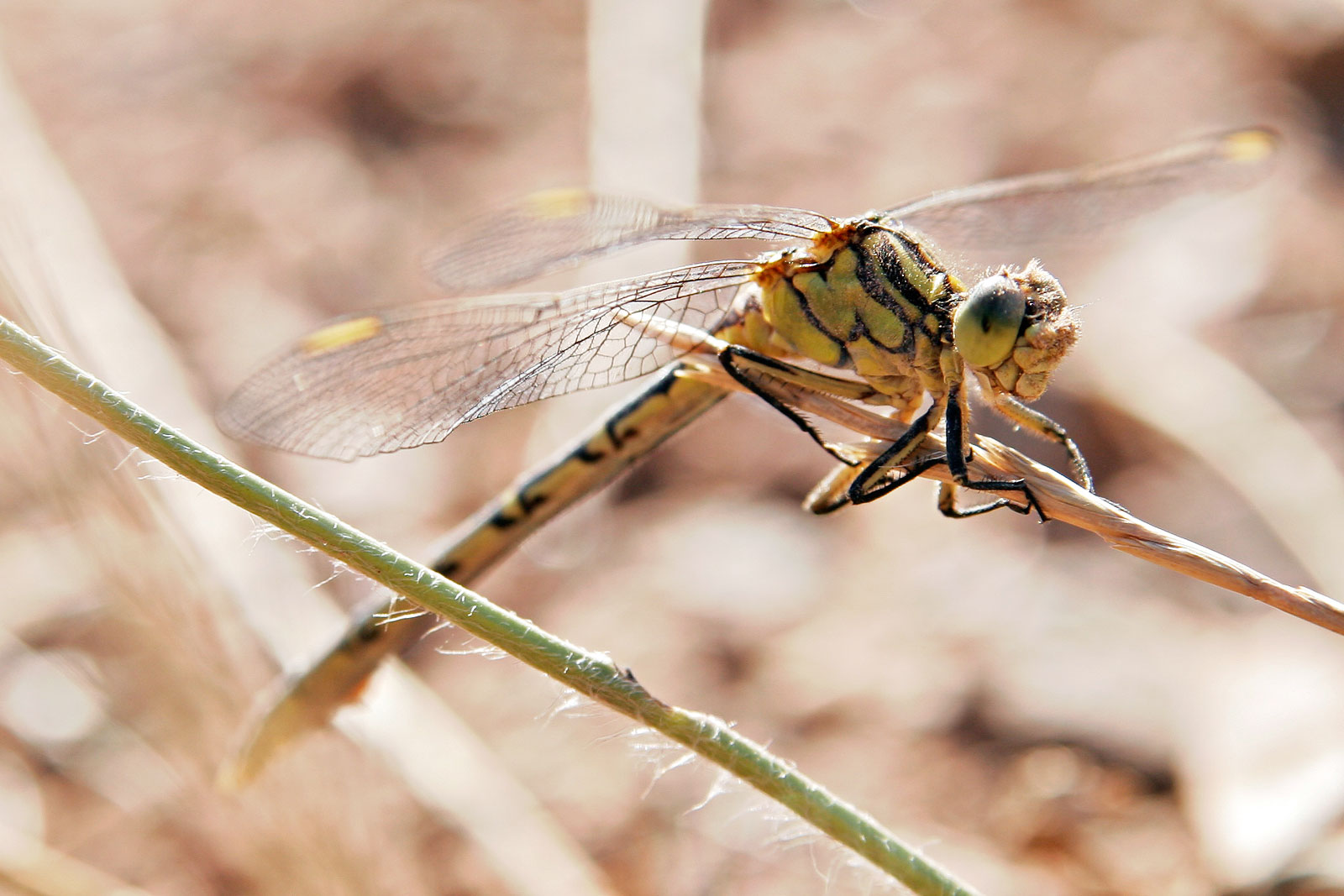
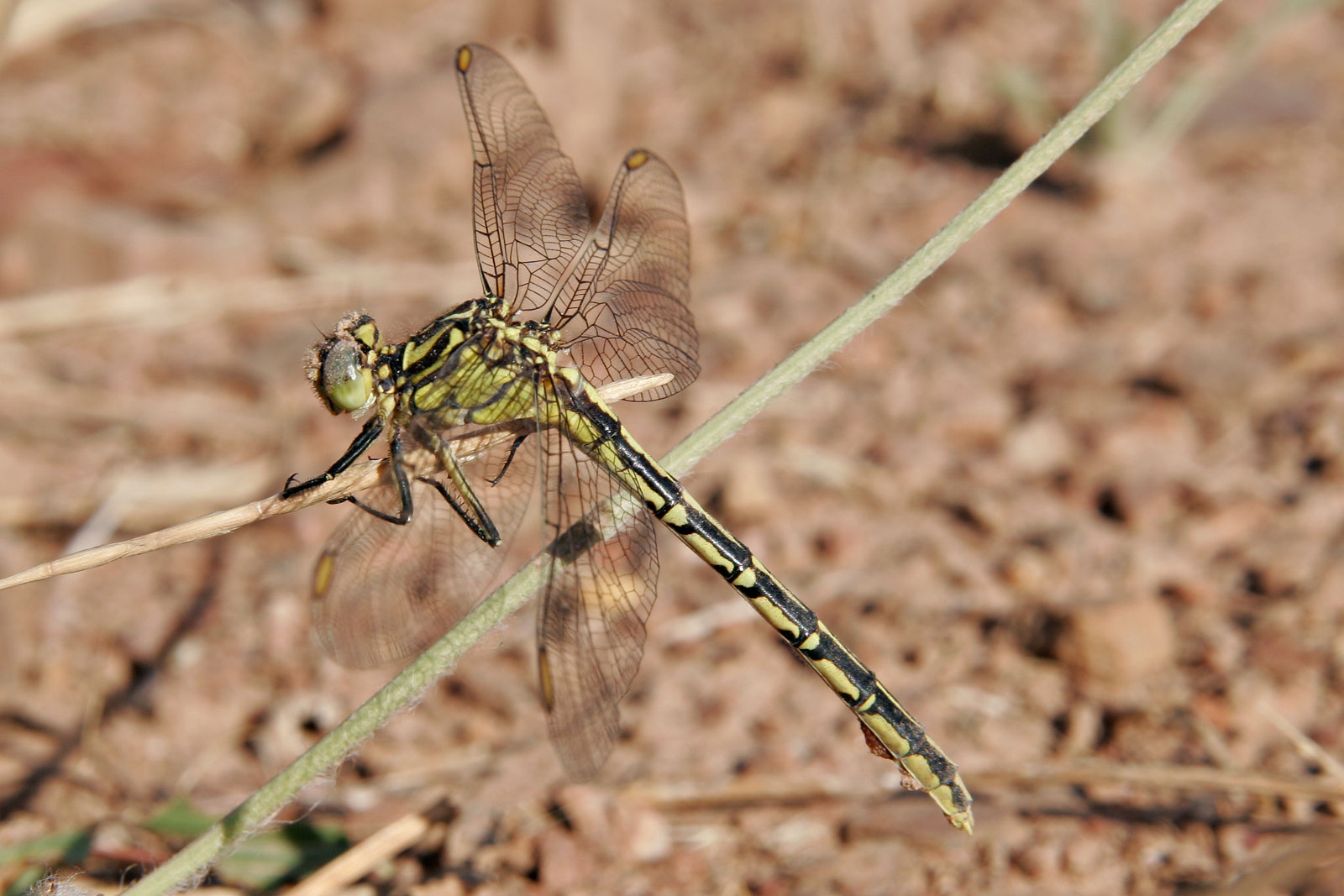